# Testbed
Mit Testbed bezeichnet man im Allgemeinen eine wissenschaftliche Plattform für Experimente bzw. Forschung. Der Begriff kommt aus dem Englischen und bedeutet übersetzt Testumgebung oder Prüfstand.

## Testbed in der Informatik
In der Informatik stellt ein Testbed eine wissenschaftliche Umgebung für Experimente dar. Anders als Softwaresimulatoren bestehen Testbeds aus realer Hardware und unterliegen den physikalischen Einflüssen ihrer Umgebung. Je nachdem welches Forschungsziel verfolgt wird, kann dies zum Beispiel auch den alltäglichen Einfluss eines Universitätsbetriebes einschließen. Die Größen von Testbeds können von wenigen, bis hin zu hunderten von Testbedknoten reichen. Testbeds werden verstärkt im Bereich der drahtlosen Mesh-Netze benutzt, um gezielt Forschung zu betreiben.
Die Nachteile eines Testbeds sind die immensen Kosten für die Hardware sowie der Aufwand für das Installieren dessen. Die verwendete Hardware kann von components off the shelf (Regalware) bis zu speziell angefertigten Komponenten führen. Dies hängt unter anderem von den jeweiligen Forschungsbudgets der Betreiber ab.